# Membrillera (kommunhuvudort)
Membrillera är en kommunhuvudort i Spanien.   Den ligger i provinsen Provincia de Guadalajara och regionen Kastilien-La Mancha, i den centrala delen av landet, 80 km nordost om huvudstaden Madrid. Membrillera ligger 851 meter över havet och antalet invånare är 111.
Terrängen runt Membrillera är kuperad åt sydost, men åt nordväst är den platt. Runt Membrillera är det mycket glesbefolkat, med 3 invånare per kvadratkilometer. Närmaste större samhälle är Jadraque, 5,3 km sydost om Membrillera. Trakten runt Membrillera består till största delen av jordbruksmark.